# مربى العز (مسلسل)
مربى العز هو مسلسل دراما سوري عرض في شهر رمضان سنة 2023، من إخراج رشا شربتجي ومن بطولة عباس النوري، سوزان نجم الدين، أمل عرفة، محمود نصر ونادين خوري.

## طاقم العمل
- عباس النوري بدور (الشيخ مالك)
- محمود نصر بدور (مناع / ورد / معتصم)
- أمل عرفة بدور (ملكة)
- نادين تحسين بيك بدور (أسينات)
- روزينا لاذقاني بدور (سلمى)
- غزوان الصفدي بدور (أبو علاء)
- سوزان نجم الدين بدور (جواهر)
- نادين الخوري بدور (أم علاء)
- أسامة الروماني بدور (أبو علاء)
- علي صطوف بدور (أبو زهير)
- إبراهيم شيخ إبراهيم بدور (غالب)
- جرجس جبارة بدور (أبو سلمى)
- أمية ملص بدور (أم سلمى)
- لوريس قزق بدور (أمينة)
- نضير لكود
- بلال قطان بدور (مبروك)
- أنس شربك بدور (دوري)
- مغيث صقر بدور (دغمر)
- مؤنس مرة بدور (جساس)
- حسن خليل بدور (فارس / محمد)

### ظهور خاص
- فايز قزق بدور (الحكمدار)
- فادي صبيح
- خالد القيش بدور (جمول)
- كرم شعراني
- أيمن عبد السلام
- جبريل الحسام بدور (زين / داغر)

### ضيوف الشرف
- محمد قنوع بدور (أنيس)
- وفاء موصللي بدور (أم تحسين)
- روعة ياسين بدور (فلك)
- سوزانا الوز بدور (يمامة)
- علي كريم
- تولاي هارون
- صباح السالم بدور (أم مالك)
- وائل زيدان
- ديما الحايك
- تماضر غانم
- غادة بشور
- حسين عباس
- زهير عبد الكريم
- باسل حيدر
- محمد خاوندي
- أنس الحاج
- مصطفى المصطفى

### بالاشتراك مع
- غسان عزب
- محمود خليلي
- أسامة السيد يوسف
- طريف الأيوبي
- غسان خليل بدور (داوود)
- وسيم سلاخ بدور (علاء)